# Madinat al-Ghar
Madinat al-Ghar – wieś w Syrii, w muhafazie Aleppo. W 2004 roku liczyła 1341 mieszkańców.